# Format d'image
Ne doit pas être confondu avec Définition d'image.
 (janvier 2025).
Si vous disposez d'ouvrages ou d'articles de référence ou si vous connaissez des sites web de qualité traitant du thème abordé ici, merci de compléter l'article en donnant les références utiles à sa vérifiabilité et en les liant à la section « Notes et références ».
Au cinéma, à la télévision et en vidéo, le terme « format d'image » est une formule désignant le « rapport géométrique » de l'image ou de l'écran. Ce facteur ou du latin ratio, désigne les proportions du rectangle d'affichage, parfois appelé « rapport de cadre » dont la formule en anglais est « aspect ratio ». Il fixe le rapport entre la largeur et la hauteur d'un photogramme ou d'un écran. Par convention, ce rapport largeur/hauteur s'écrit « largeur »:« hauteur » ou largeur/hauteur. Cette donnée peut être déterminée par des mesures ou, dans le cas des signaux vidéo ou d'affichage informatique, du nombre de pixels affectés aux deux dimensions, déterminant ainsi la définition d'écran.
Au cinéma, les formats d'image historiquement exploités pour la projection de pellicule argentique sont majoritairement 1,85:1 et 2,4:1, également connu sous le terme de « format large anamorphosé x2 ». Les principaux formats antérieurs sont :
- le format natif du cinéma muet (1,33:1), appelé 4/3 à la télévision ou sur les supports vidéo ;
- le format académique ou classique (1,37:1) ;
- le CinemaScope (2,4:1) ;
- le Todd-AO (2,2:1), négatif de tournage de dimension 65 mm et exploitation sur copies 70 mm ;
- la VistaVision (initialement 1,5:1 et depuis les années 1980, fixé entre 1,6:1 et 2:1).

La technologie numérique apparue depuis les années 1990 permet aux projecteurs de cinéma de s'adapter à tous types de rapports géométriques de l'image tournée, en respectant le format dit natif souhaité par les réalisateurs.

## Historique
Depuis les origines du cinéma, de nombreux formats se sont succédé ou ont coexisté. Ceux-ci dépendent du format de la pellicule employée lors de la prise de vues, mais aussi du format de restitution en visionnement direct ou en projection. Les deux formats ne sont pas toujours identiques, ils correspondent à différentes périodes, différentes contraintes techniques ou volontés artistiques.

### Premiers films
Les premiers films du cinéma sont tous issus des rouleaux du film souple transparent en nitrate de cellulose de 70 mm de large, non perforé, inventé en 1888 par l'Américain John Carbutt et commercialisé dès 1889 par l'industriel George Eastman (créateur de Kodak). Seuls les films d'Émile Reynaud, les premiers dessins animés du cinéma, n'utilisent pas ce support, mais une bande de 70 mm de large, faite de carrés de gélatine reliés les uns aux autres, avec une unique perforation pour chaque dessin, qui sert à entraîner le mécanisme et non à être entraînée par lui.
Le format des premiers films, ceux produits dès 1891 par Thomas Edison et réalisés par William Kennedy Laurie Dickson affiche ¾ de pouce en largeur, soit 19 mm, découpé dans les rouleaux Eastman, perforé puis recouvert sur une face d'émulsion photosensible. Cette pellicule est à défilement horizontal, elle comporte une seule rangée de perforations latérales au pied de l'image et les photogrammes sont parfaitement circulaires, à la manière des jouets optiques, avec un diamètre de ½ pouce (soit environ 13 mm).
Comme elle manque de résolution et de stabilité, Edison et Dickson la portent à 35 mm en coupant par la moitié les rouleaux Eastman de 70 mm. Ils choisissent cette fois le défilement vertical et des photogrammes au format rectangulaire. La pellicule reçoit d'abord une seule rangée de perforations rectangulaires, puis une deuxième afin d'améliorer la stabilité dans le couloir de prise de vues. Selon une historienne américaine du cinéma : « Edison fit accomplir au cinéma une étape décisive, en créant le film moderne de 35 mm, à quatre paires de perforations par image. »
Les frères Lumière, dans la course qui s'est lancée depuis l'apparition du film Eastman, évitent la contrefaçon industrielle et le conflit commercial avec Edison, dont les 2x4 perforations rectangulaires par photogramme ont fait l'objet de nombreux brevets internationaux, en optant pour une seule perforation ronde de chaque côté des photogrammes. Le rapport d'image de leurs films est à peu près le même que chez Edison : 18 mm (la hauteur de quatre perforations) × 24 mm (la largeur disponible entre les deux rangées de la perforation), soit un format 4/3 (1,33:1), rapport courant dans les supports photographiques de l'époque et qui s'impose provisoirement plus tard à la télévision.
Dans les années héroïques du cinéma (les années 1890), d'autres formats, avec ou sans perforations, tentent leur chance : 38 mm, 48, 51, 54, 60, 63, 68, 70 et même 75 mm, avec autant de ratios image différents !
Lorsque le cinéma devient parlant, on tire le son (codage analogique optique) sur la pellicule positive, entre l'image et les perforations de gauche (vues en projection). Cela a deux effets : il faut décaler l'axe optique des caméras pour le recentrer sur le photogramme décalé sur la droite (afin de réserver cet espace pour le tirage) et le format d'image devient presque carré. L'Academy of Motion Picture Arts and Sciences (académie américaine du cinéma) définit en 1929 un nouveau standard : le format 1,375:1, appelé « format académique ».
Ce n'est que bien plus tard que l'Allemand Oskar Barnack a l'idée d'utiliser ce film cinéma dans un appareil photo, le Leica, en choisissant un défilement horizontal. C'est le film 135 que l'on charge parfois encore dans les appareils « 24 × 36 mm ».

## Le format «académique»
Après les années 1970 et rarement, certains réalisateurs choisissent eux-mêmes de tourner dans un format proche du 4/3 (1:33 ou 1:37) puis ils supervisent les copies et transferts en d'autres formats comme le 16/9 ou préconisent de préserver le ratio d'origine. Le ratio proche du 4/3 est qualifié par l'industrie du cinéma comme « format académique » ou Academy Ratio. En dehors des longs-métrages anciens ou sortis avant 1980, on peut citer notamment les films Shining et Full Metal Jacket de Stanley Kubrick, Zack Snyder's Justice League, The Artist de Michel Hazanavicius, Last Days et Elephant de Gus Van Sant, The Grand Budapest Hotel de Wes Anderson, American Honey d'Andrea Arnold, The Lighthouse de Robert Eggers, Sur le chemin de la rédemption de Paul Schrader ou encore Le Fils de Saul de László Nemes. Pour la télévision dès les années 1950, les téléfilms, séries, fictions, émissions musicales, concerts et spectacles ont été tournés et produits dans le format 1:33 ou 1:37, jusqu'à ce que les écrans de format 16/9 remplacent les écrans [4/3] au début des années 2000.

### Formats larges
Le Cinéorama de Raoul Grimoin-Sanson, présenté à l'occasion de l'Exposition universelle de 1900 à Paris, se compose d'un écran couvrant 360°, éclairé par dix appareils de projection synchronisés.
En 1927, Abel Gance imagine pour son fameux Napoléon de projeter simultanément trois films sur triple écran afin de dépasser les limites habituelles du cadre (une sorte de split screen géant). Le procédé, baptisé Polyvision offre un rapport de 4:1.
Dans les années 1950, pour concurrencer l'arrivée de la télévision, les chercheurs alborent les formats « larges » afin de renforcer le côté spectaculaire des projections de cinéma par rapport au « petit écran » télévisuel. Ils sont essentiellement de deux types :
- les formats dits « Large » (entre 1,5 et 2 pour 1) 1,66:1 (Europe), 1,75:1 (Italie) et 1,85:1 (États-Unis)[4], obtenus en diminuant la hauteur des photogrammes par modification de la fenêtre de prise de vues des caméras et de la fenêtre de projection et en agrandissant un peu l'image à la projection pour récupérer l'espace perdu en hauteur, grâce à un objectif à plus courte distance focale sur le projecteur ;
- les formats dits « Panoramique» (supérieur à 2) de type CinemaScope (35 mm à défilement vertical anamorphosé) / VistaVision (non anamorphosé à défilement horizontal au tournage) Todd-AO (70 mm à défilement vertical sans anamorphose), pour les plus utilisés de la période argentique.

Le défaut de tels formats panoramiques dont l'objet consiste à obtenir une image plus vaste en projection, auquel seul le 70 mm échappe, nécessite de multiplier d'autant, l'agrandissement des photogrammes dont la résolution s'estompe au fur et à mesure, bien que notamment depuis l'introduction des technologies numériques, le grain soit le plus souvent imperceptible, du fait des progrès des pellicules argentiques. Le CinemaScope pallie en partie ce défaut : l'image est plus agrandie dans un sens que dans l'autre, on subit donc une perte de résolution moins importante en hauteur qu'en largeur ; en revanche, on observe une déformation de certains reflets ou rayons lumineux de l'optique.
Le CinemaScope est basé sur l'invention de l'Hypergonar par le Français Henri Chrétien en 1926. Il s'agit d'une lentille cylindrique qui anamorphose l'image, la comprimant horizontalement (généralement dans un rapport de 2:1 pour une image finale d'un rapport de 2,35:1), faisant ainsi entrer un espace filmé plus grand qu'avec un objectif normal, la pellicule utilisée étant le 35 mm standard. À la projection, l'image est désamorphosée par une lentille de même format pour obtenir une image très large. En 1953, on note que le schentifique français Henri Chrétien cède son brevet à la 20th Century Fox.
Le VistaVision, procédé américain inventé dans les années 1950, nécessite l'utilisation d'une caméra spéciale : la pellicule 35 mm circule dans le sens latéral (horizontal, plutôt que de haut en bas comme c'est le cas normalement) et les photogrammes occupent la surface comprise entre 8 perforations (au lieu de 4 dans le 35 mm standard à défilement vertical). De cette manière, l'image présente — sans adjonction d'un quelconque accessoire optique — un rapport très allongé de 5/3, soit 1,666:1, qui est très proche du fameux nombre d'or. À cette époque le problème consiste à faire admettre aux directeurs de salle l'achat d'appareils de projection coûteux pouvant également faire défiler la pellicule horizontalement, de gauche à droite, un choix économiquement non viable. La solution la plus généralement adoptée consiste à réduire optiquement l'image du négatif sur un positif à défilement vertical au format 1,85:1 ou CinemaScope ou, au contraire, de l'étendre ou la gonfler sur un positif 70 mm, comme c'est cas pour les films Sueurs froides (Vertigo) d'Alfred Hitchcock, Les Dix Commandements de Cecil B. DeMille et bien d'autres longs-métrages encore. Un des premiers films tournés dans ce procédé est La Cuisine des anges. Le VistaVision est utilisé durant au début du vingt-et-unième siècle mais exclusivement pour la prise de vues de séquences à effets spéciaux.
Durant les années 1960, d'autres procédés ont attiré un large public, mettant en œuvre trois pellicules se déroulant en synchronisme dans trois caméras bloquées l'une contre l'autre, dont les trois objectifs se croisent pour filmer un espace trois fois plus vaste que le champ normal :
- le Cinérama, technique américaine nécessitant un écran courbe et trois projecteurs, exploitée à Paris à partir de 1952 dans la salle du même nom avenue de Wagram devenue ultérieurement le théâtre de l'Empire ou le Gaumont Palace de la rue Caulaincourt (18e arrondissement) entre 1962 à 1967. Considéré comme impressionnant, le Cinérama est toutefois complexe à mettre en œuvre lors des tournages; de plus, en projection, la jonction entre les trois images est trop perceptible ;
- le Kinopanorama russe, quasiment similaire au Cinérama, est exploité à partir de 1959 dans plusieurs salles à travers le monde, dont la salle parisienne du même nom jusqu'en 2002.

En hommage à Abel Gance, l'ancienne salle de vision privée du Royal Monceau à Paris est spécialement équipée pour la projection du triptyque de Napoléon en cinéma numérique (aspect ratio 4:1).

### Films en relief

Lunettes à deux couleurs (rouge et bleu) pour la vision en relief.

Des procédés de cinéma en relief dit aussi « stéréoscopiques » dont l'expression « 3D » – pour « trois dimensions » se généralise dans les années 1930 aux États-Unis existent depuis les origines du cinématographe. Le relief nécessite historiquement le port de lunettes à deux couleurs différentes (anaglyphe). Dès lors, s'il est adapté pour le noir et blanc, il dénature en revanche les films en couleur.
Dès 1952, le procédé est perfectionné par l'utilisation des optiques caméras et des lunettes polarisantes, permettant ainsi la projection de nombreux films en couleur, parmi lesquels on peut noter Bwana Devil ou L'Homme au masque de cire. Appelé « Natual Vision » par les studios Warner Bros., ce procédé est exploité entre autres, par Alfred Hitchcock qui l'utilise pour son film Le crime était presque parfait en 1954.
Le système nécessite à cette époque deux projecteurs synchonisés, un écran métallisé et des copies séparées pour chaque oeil : droit et gauche. Cette installation entraîne un coût supplémentaire avec deux copies pour chaque film et des paramétrages techniques complexes. Si l'opérateur est amené à réparer une copie, le plus souvent en supprimant l'image sur laquelle la copie s'est déchirée, il est contraint d'effecter la même opération sur l'autre copie sous peine de désynchronisation de dysfonctionnements optiques. L'avènement de la télévision et du Cinemascope réduisent considérablement l'intérêt du public pour les films en relief durant plusieurs décennies.
Lors du retour en vogue de la 3D, principalement dans certains films d'horreur de séries B des années 1970-1980 édités en vidéo, l'anaglyphe plus économe et moins contraignant refait surface. Il est parfois utilisé uniquement sur quelques minutes de ces films.
Le procédé est utilisé dans des parcs d'attraction tels que les parcs Disney ou à la Cité des sciences et de l'industrie de Paris, pour leurs attractions de cinéma en relief. À la projection en relief, les parcs ajoutent fréquemment un plancher flottant dans la salle afin de faire « sentir » aux spectateurs les émotions du film, mouvements de caméra, bougé, tremblements, etc. Les lunettes polarisantes sont également utilisées pour la nouvelle technologie de spectacles vidéo 3D voire 4D.
Le Futuroscope propose du cinéma en relief fonctionnant selon un troisième principe beaucoup plus complexe mais aussi plus efficace. Deux images différentes correspondant à l'angle de vue de chaque œil sont projetées alternativement sur un écran en forme de dôme, les spectateurs portent des lunettes à cristaux liquides qui, synchronisées avec la projection, opacifient alternativement chaque verre afin que l'œil ne perçoive que l'image qui lui est destinée.
Depuis les années 2010, de grandes productions de films en relief font un retour dans les salles, grâce au développement de la projection numérique. Antéreurement, projeter un film en relief exige une installation lourde telle que l'utilisation d'un second projecteur et d'un système de synchronisation dont l'exploitation et les paramétrages sont complexes. Grâce à la technologie numérique, la mise en œuvre est simplifiée puisqu'il suffit d'ajouter un équipement spécifique au projecteur existant ou en acquérir un entièrement compatible avec ces fonctions stéréoscopiques. De plus, la projection numérique en relief permet de réduire les artefacts perçus par certains spectateurs comme les effets de scintillement, en augmentant la fréquence d'obturation à 144 Hz soit 72 Hz par œil ainsi que la résolution des images projetées. Par ailleurs, les écrans doivent également être compatibles avec les systèmes passifs. Trois systèmes sont en concurrence : Real D utilisant une polarisation circulaire, Xpan D utilisant un système actif et Dolby 3D utilisant un système passif basé sur le filtrage des couleurs.

## Choix du format

### Support argentique: Format de pellicule
Le format de la pellicule, sa largeur et son pas, détermine le format de l'image, auquel s'ajoutent plusieurs contraintes techniques : réserve(s) latérale(s) pour la ou les pistes sonores, utilisation éventuelle d'objectifs anamorphiques.
On distingue deux manières d'impressionner la pellicule dans les caméras argentiques :
- la technique dite « de cache » (hard matte  : la fenêtre de prise de vues est au format conforme aux préconisation du réalisateur ou du studio, les barres noires séparant les photogrammes les uns des autres sont engendrées par le passage de l'obturateur de la caméra qui masque la fenêtre 24 fois ou 25 fois par seconde, durant le déplacement d'un pas de la pellicule ;
- la technique dite « de recadrage » (soft matte  : elle consiste à filmer avec les repères du format visé, souvent au rapport 1,85:1, tout en impressionnant la pellicule avec une fenêtre de prise de vues plein cadre (1,37:1); la barre noire de séparation étant réduite à sa plus petite expression, car les photogrammes sont pratiquement jointifs. Cette méthode permet de commercialiser deux versions du film : une version large (widescreen en anglais) (1,85:1) et une version « carré » (1:1 ⩽ Carré < 1,5:1) ou plein écran (fullscreen en anglais) (1,37:1) ; du fait que l'image est cadrée pour du 1,85:1, la version plein écran (fullscreen en anglais) peut afficher parfois des éléments non souhaités comme une perche de microphone, des câbles électriques, un figurant, un objet anachronique… Cette technique est essentiellement utilisée aux États-Unis car elle ne concerne de fait que les rapports 1,66:1 et 1,85:1.

En 35 mm, le Superscope, procédé optique utilisé dans les années 1950, équipe les caméras d'une fenêtre de prise de vues spéciale produisant sans anamorphoseur, une image au rapport 2:1, en impressionnant la pellicule sur toute sa largeur utile, sans laisser de réserve pour l'enregistrement sonore, une réserve considérée comme inutile au stade du négatif mais n'utilisant qu'une faible portion de la surface photosensible; les barres de séparation étant d'une taille considérable, ce qui représente un certain gaspillage de ressource visuelle. Le tirage des copies exploite des fenêtres du type CinémaScope et une optique anamorphique. Ultérieurement ce format est nommé « Super 35 mm ».
Durant les années 1960, le Techniscope propose de réduire ce gaspillage en utilisant des caméras modifiées dont le pas comprend deux perforations par photogramme au lieu de quatre, ce qui produit directement un rapport d'image de 2,4:1 ou 2,33:1 au lancement du procédé, donc une image beaucoup plus large que haute, sans aucune anamorphose, avec là aussi une quasi-absence de la barre de séparation des photogrammes. Le procédé permet une économie de 50 % sur le budget de pellicule négative. Pour l'exploitation en salles, les copies sont en revanche tirées au pas de quatre perforations par image et les photogrammes sont compressés en largeur avec anamorphose du type CinémaScope.
Le 70 millimètres est un format de projection double de taille par rapport à la pellicule standard de 35 millimètres. Lors de la prise de vues, la pellicule négative est différente. Pour des raisons économiques, elle ne mesure que 65 mm de large, les cinq millimètres économisés servant aux futures pistes sonores qui sont absentes sur le négatif. Les pas du 65 mm et les pas du 70 millimètres, tous deux à défilement vertical, sont les mêmes : 5 perforations par photogramme, de manière à obtenir là encore une image rectangulaire très large sans procédé optique anamorphoseur, au rapport de 2,2:1. L'image est d'une netteté parfaite, contrairement aux procédés anamorphiques. On ne tourne plus dans ce format que de façon exceptionnelle, pour des raisons de coût.
L'IMAX utilise du film 70 mm, mais à défilement horizontal, au pas de quinze perforations par photogramme.
Il arrive que des films tournés en Scope sur pellicule 35 millimètres soient tirés en 70 millimètres par agrandissement (ou gonflage), car il reste des projecteurs 70 mm dans des salles de prestige. Cette pratique est très répandue avant le son numérique, le 70 mm offrant en effet un très bon son sur six pistes. Il arrive aussi que des copies de films tournés en 65 mm soient tirées en 35 mm scope, les salles 70 mm étant peu répandues et ces copies coûtent moins cher que des copies 70 mm.

### Projection
Au moment de la projection, le projectionniste sélectionne une fenêtre de projection adéquate (cette pièce, facilement amovible, offre plusieurs spécimens) car la partie noire des photogrammes peut être dégradée, rayée, piquée et la fenêtre doit éviter la projection de rayures ou points blancs parasites hors de l'écran. Il choisit bien entendu l'objectif le mieux adapté. Ainsi, l'image est plus agrandie en 1,85:1 qu'en 1,37:1 ; si une image 1,37:1 est projetée avec un objectif 1,66:1, le haut et le bas dépasseraient de l'écran ; si une image 1,85:1 est projetée avec un objectif 1,666:1, l'image serait moins haute que l'écran.
Pour le format 2,4:1, l'image sur la pellicule est « anamorphosée », c'est-à-dire qu'elle est compressée dans le sens de la largeur, sauf dans le cas d'une pellicule VistaVision (prise à l'horizontale) ; elle est décompressée lors de la projection, ce qui explique que les halos de lumière paraissent elliptiques.

### Choix artistique
Le choix du format n'est pas seulement dicté par la technique : il est aussi financier et commercial. Les formats les plus larges sont souvent plus coûteux à produire, ainsi comme l'image capture un champ plus large, cela impose de maîtriser un espace plus important (décors plus grands, placement du matériel plus contraignant). Par ailleurs, la part du marché vidéo et des diffusions à la télévision dans les revenus d'un film est de plus en plus importante et certains formats s'accommodent mal d'un écran 4/3 (1,33:1). Les chaînes de télévision émettant de plus en plus au format « large » 16/9 tv numérique (TNT, câble, ADSL, satellite) pour s'adapter au nouveau format de téléviseurs, on constate une quasi-disparition du format « carré » 4/3 tv dans les nouvelles productions.
Le format est aussi un choix artistique, correspondant à ce que le réalisateur désire montrer au spectateur. Ainsi, un format « carré » du type 1,37:1 permet des cadrages plus serrés, la vision du spectateur étant focalisée sur le sujet central de l'image (comme dans Rosetta des frères Dardenne en 1999) et ne pouvant pas s'échapper sur les côtés. Le format académique 1,37:1 permet également d'avoir une image plus « verticale » qui peut, par exemple, évoquer l'enfermement ou l'envol (comme dans De bruit et de fureur de Jean-Claude Brisseau en 1988).
Un format large permet au contraire de représenter de vastes paysages (comme les westerns), ou de mettre en scène de nombreux personnages (comme dans Usual Suspects de Bryan Singer en 1995). Le cinéaste André Téchiné a utilisé le CinémaScope pour plusieurs de ses films, notamment J'embrasse pas (1991). Il a déclaré en 1994 que cette utilisation est effectuée afin d'obtenir deux gros plans dans le même cadre « et de filmer ce qui se passait entre les gens et les choses, l'air et la distance qui les sépare. »
Dans le film Le Mépris (lui-même en CinémaScope), Jean-Luc Godard fait dire à Fritz Lang à propos du CinémaScope : « Ce n'est pas fait pour des hommes, c'est fait pour les serpents, pour les enterrements. »
Stanley Kubrick ne tourna que deux films en 70 mm et 2,20:1 : Spartacus et 2001, l'Odyssée de l'espace. Pour le reste de sa filmographie, il resta attaché à des formats plus carrés, avec une certaine préférence pour le 1,66:1, qui a assez longtemps survécu dans les salles européennes à la différence du marché américain. Pour les diffusions télé et vidéo de son vivant, il revient autant que possible au négatif, qui a été exposé plein cadre, en 1,37:1 (tournage dit en open matte) pour tirer des masters vidéo 4/3 sans bandes noires, en ouvrant l'image. Après la disparition de Kubrick, les écrans « large » 16/9 devinrent la norme et les films qui s'y prêtent sont disponibles aujourd'hui dans des masters vidéo en 1,66:1 (5/3) ou 1,77:1 (16/9), supervisés avec l'accord de la famille de Kubrick.

## Liste de formats argentiques
- 1.00:1 (carré parfait) : format rare emprunté à la photographie et utilisé dans le précinéma (Une scène au jardin de Roundhay, Louis Le Prince en 1888) ; il est réutilisé en 2014 par Xavier Dolan dans Mommy ;
- rond parfait : format des premiers films Edison-Dickson et notamment du premier film de cinéma, Dickson Greeting, sur une pellicule à défilement horizontal de 19 mm de large, format emprunté aux jouets optiques. Chaque photogramme circulaire mesure 1/2 pouce, soit environ 13 mm de diamètre. Cette forme revient à la mode pour les films sur montre ronde connectée ;
- 1,31:1 : 9,5 mm ;
- 1,33:1 (ou 4/3) : format du cinéma muet, ainsi que celui du 16 mm et de l'ancien standard de télévision. Pour le 35 mm, la surface d'émulsion utilisée sur la pellicule est de 24 × 18 mm = 432 mm2 ;
- 1,35:1 : Super 8 ;
- 1,36:1 : Pathé Kok (28 mm), 8 mm ;
- 1,37:1 : format académique, standard du cinéma parlant. La surface d'émulsion utilisée sur la pellicule est de 20,96 × 15,29 mm = 320,47 mm2 ;
- 1,43:1 : format IMAX (le format de pellicule lui est de 70 mm) à défilement horizontal ;
- 1,56:1 (ou 14/9) : format récent développé principalement à la télévision pour servir d'intermédiaire entre le format 4/3 et 16/9 ;
- 1,60:1 (ou 16/10) : remplace le format 4/3 généralement adopté pour les écrans d'ordinateurs depuis les années 2000 ;
- 1,66:1 : format large utilisé en Europe, ainsi que celui du super 16. Il correspond au rapport 5/3. La surface d'émulsion utilisée sur la pellicule 35 mm est de 20,96 × 12,62 mm = 264,5 mm2 Ce format tend à disparaître des salles de projection. Le Super 16 gonflé en 35 mm sphérique est de plus en plus exploité en salle au format 1,85:1 uniquement et l'utilisation du 1,66:1 tend à se limiter à l'exploitation en télévision (téléfilms tournés en Super 16), du fait de sa proximité de rapport avec le 16/9 (1,77:1) ;
- 1,66:1 VistaVision : inventé aux États-Unis dans les années 1950, il est encore fréquemment utilisé de nos jours, exclusivement pour la prise de vues de séquences à effets spéciaux. Conçu initialement pour être utilisé au rapport 1,66:1, il peut également être étendu au 1,85:1 voire au 2,:1 ;
- 1,75:1 : ancien format large utilisé en Italie, qui n'est presque plus utilisé actuellement[C'est-à-dire ?], sauf en tant que « format étendu » de certains films en 1,37:1 ;
- 1,77:1 (ou 16/9) : nouveau rapport vidéo standard utilisé à la télévision et par certaines caméras grand public ;
- 1,85:1 : sans doute le format large le plus répandu, d'abord utilisé surtout en Amérique du Nord et désormais de plus en plus utilisé en Europe. La surface d'émulsion utilisée sur la pellicule est de 20,96 × 11,33 mm = 237,47 mm2 qui en fait le format le moins défini en 35 mm ;
- 2,00:1 Univisium : format 35 mm « panoramique » lancé en 1998, permettant d'utiliser trois perforations par image. En numérique, il s'agit du format « Série Netflix », le « deux pour un ». Visuellement, il s'agit de deux carrés côte à côte.
- 2,20:1 Todd-AO : format 70 mm « panoramique » lancé par la Fox en 1955 aux États-Unis (Oklahoma !, Alamo) 65 mm de la pellicule sont dévolus à l'image, les cinq autres au son pouvant délivrer jusqu'à six pistes distinctes également utilisé par le Super Panavision 70 ;
- 2,35:1 CinemaScope ou Panavision : format 35 mm « panoramique » anamorphosé développé par la société Panavision pour concurrencer le Todd-AO : format 70 mm lancé par la Fox et utilisé jusqu'aux années 1970 (remplacé par 2,39:1 CinemaScope optique) ;
- 2,39:1 CinemaScope optique : c'est actuellement[C'est-à-dire ?] le format 35 mm le plus défini : la surface d'émulsion utilisée sur la pellicule est de 20,96 × 17,53 mm = 367,43 mm2 ;
- 2,55:1 CinemaScope magnétique : initialement d'un rapport de 2,66:1 avant d'être standardisé la surface d'émulsion utilisée sur la pellicule est de 23,8 × 18,8 mm = 447,44 mm2 ;
- 2,76:1 Ultra Panavision 70 : utilisant une pellicule au format 65 mm avec compression anamorphique de x 1,25, utilisé entre 1956 et 1964 par les studios MGM avec la caméra MGM 65 sur quelques films à grand spectacle tel Ben-Hur (1959) ;
- 4,00:1 « Triptyque » : format « panoramique » très rare composé de trois pellicules 35 mm au format 1,33:1 projetées côte à côte, utilisé par Abel Gance pour son film Napoléon (1927)[9].

États-Unis

Les principaux formats.

- Cinerama – 2,59:1 : procédé utilisant 3 pellicules 35 mm au format 0,89:1 projetées côte à côte (La Conquête de l'Ouest) mis au point en 1952, il précède le CinemaScope et n'a été utilisé que sur une dizaine de films
- Dimension 150 – 2,20:1 : développé par Todd-AO et utilisé uniquement sur deux films (La Bible et Patton )
- Dynarama (Le Choc des Titans)
- Megascope : format utilisé par la Columbia pour « gonfler » des films au format scope lors de sorties en Europe
- MGM Camera 65 – 2,76:1 : développé par Panavision et la Métro-Goldwyn-Mayer pour le film Ben-Hur. Négatif 65 mm anamorphosé au rapport 1,25
- Panavision 70 – 2,20:1 (West Side Story, My Fair Lady)
- Superscope et Superscope 70 – 2,00:1 (Grand Prix)
- Technirama (en) – 2,35:1 (Le Guépard)
  - Super Technirama et Super Technirama 70 – 2,20:1 (Le Plus Grand Cirque du monde)
- Techniscope – 2,33:1 (American Graffiti)
- Vistascope - équivalent au Cinémascope (La Dernière Femme sur Terre)
- Vistarama
- Warnerscope (Up Periscope)

Allemagne
- Arriscope
- Arrivision
- Ultrascope

France
- Cinepanoramic ;
- Dyaliscope (Les Quatre Cents Coups)
- Franscope (Jules et Jim)
- Technovision

Grande-Bretagne
- Hammerscope (La Déesse de feu)
- JDC Widescreen (Mission)
- Metroscope (Les Ranchers du Wyoming)
- Optex-Scope
- Warwickscope

Italie
- Cinepanscope
- Cinescope / Super Cinescope (Annibal)
- Colorscope
- Panoramica
- Techniscope – 2,33:1 (Le Bon, la Brute et le Truand)
- Totalscope / Super Totalscope (La dolce vita)
- Totalvision (Un singe en hiver)

Japon
- Daieiscope
- Grandscope
- Nikkatsu Scope
- Toeiscope
- TohoScope (en) (Entre le ciel et l'enfer d'Akira Kurosawa)

URSS
- Sovscope

### Formats géants (plats ou sphériques)
- L'IMAX est limité aux salles équipées pour ce procédé. Sa particularité est d'avoir une résolution d'image dix fois supérieure au 35 mm. Il s'agit d'un procédé à défilement horizontal, en 70 mm. L'écran peut donc être beaucoup plus grand, ce qui a un effet immersif saisissant. Son format d'image est de 1,43:1 en version plane ;
- L'Omnimax lui adjoint l'utilisation d'un objectif fisheye et n'a pas de format à proprement parler, puisque l'image sur la pellicule est un disque (légèrement tronqué sur le dessus), projeté sur une demi-sphère (vu sous un angle solide de 2π stéradians par le spectateur). Par exemple : La Géode à Paris ou le Futuroscope de Poitiers projettent en Omnimax.

### Projections circulaires (cylindriques)
- Super Héraclorama ;
- Circlorama (onze projecteurs, 1958) ;
- Cinemiracle (en) ;
- Thrillerama ;
- Wonderama ;
- Circarama ;
- Quadravision.
- Nexus[réf. nécessaire]

## Vidéo et télévision
La vidéo exploite les rapports « carré » 4/3, « large » 16/9 (4/3)² et maintenant « panoramique » 21/9.
Le 16/9 (1,77:1) est un compromis entre les formats cinématographiques les plus courants, qui permet de "reproduire" des formats larges (1,85:1 ou 2,35:1) tout en limitant les bandes noires en haut et en bas, via le procédé boîte aux lettres (Letterbox en anglais). L'argument commercial est que l'on profite d'une plus grande surface d'image.
Les films sont parfois recadrés selon la technique dite du Pan and scan ; on coupe les deux bords latéraux de l'image pour obtenir une image « plein écran ». Comme les bords contiennent parfois des éléments importants, on effectue un glissement du cadre (scan), comme un panoramique artificiel, ou bien un redécoupage de la scène : on montre successivement la gauche et la droite de l'image (comme une sorte de champ-contrechamp en plan de coupe).
À l'époque où la pellicule est encore utilisée pour la diffusion à la télévision, on tire une copie recadrée « pan et scannée », que l'on qualifie de « copie plate » (par opposition à l'original anamorphosé dans le cas d'un original en CinemaScope ou équivalent). Quelques distributeurs peu scrupuleux ont mis en circulation ces copies, dans le circuit des salles (c'est le cas par exemple du Journal d'Anne Frank de George Stevens en 1959).
Souvent utilisé aux États-Unis, ce procédé est même complètement assisté par ordinateur et l'œil suit le sujet qui parle ou le sujet le plus volumineux. Cette technique est peu appréciée des cinéphiles car elle détruit le cadrage voulu par le réalisateur.
|                             |
| Affichage sur un écran 16/9 |

Le 14/9 (1,56:1) est un format utilisé par certaines chaînes de télévision. Il sert initialement de format intermédiaire lors de la diffusion de programmes en 16/9, pour minimiser la gêne pour les possesseurs d'écrans classiques 4/3 : l'image se retrouve ainsi encadrée par une légère bande noire en haut et bas de l'écran (letterbox).
Depuis le passage progressif des chaînes de télévision au format 16/9 entre 2006 et 2010, le 14/9 est parfois utilisé pour diffuser des anciennes séries, films, spectacles ou émissions tournées en 4/3, l'image y est généralement moins coupée en haut et en bas. Des fines bandes noires sont visibles à gauche et à droite de l'écran, évitant sur les écrans 16/9 un cadre noir trop important et une image trop « lointaine ».